# Oncocnemis umbrifascia
Oncocnemis umbrifascia là một loài bướm đêm trong họ Noctuidae.